# Karinõmme
Karinõmme – wieś w Estonii, w prowincji Parnawa, w gminie Koonga.